# Clémensat

Clémensat este o comună în departamentul Puy-de-Dôme, Franța. În 1 ianuarie 2022 avea o populație de 121 de locuitori.